# Pointe de Penbert
La pointe de Penbert est une presqu'île du golfe du Morbihan, sur la commune d'Arzon (Morbihan).

## Géographie
Située sur la presqu'île de Rhuys, la pointe de Penbert s'étend dans l'axe nord-sud. Elle est longue d'environ 100 mètres, sur 60 mètres de largeur. 
Elle fait face aux îles du golfe du Morbihan, Er Lannic située à 500 mètres au nord, l'île de la Jument à 630 mètres au nord-est, et l'île Longue à 800 mètres au nord-ouest.